# Chilo

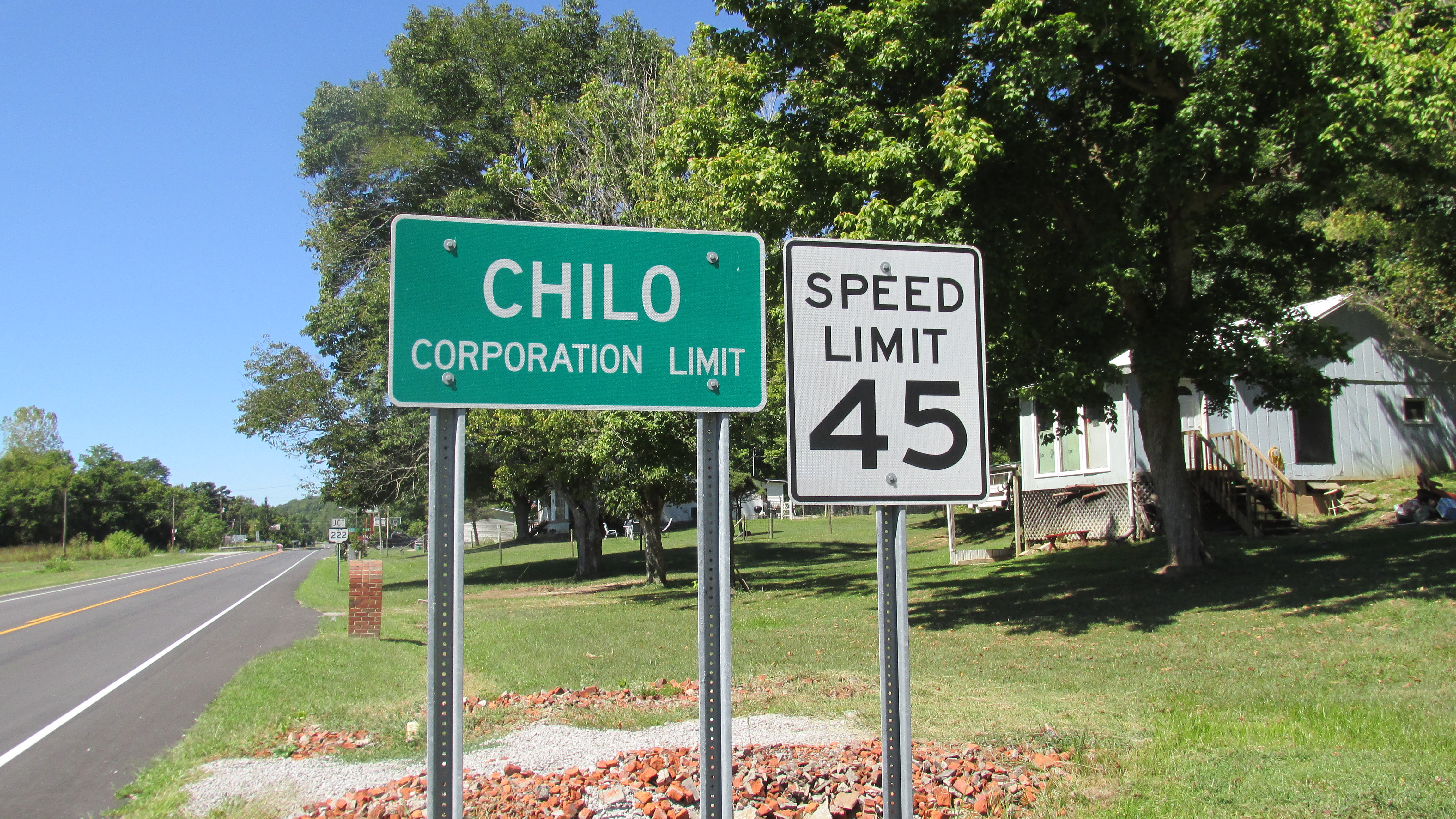
Chilo

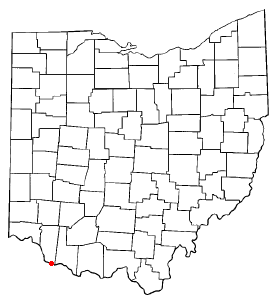
Chilo na planie stanu Ohio

Chilo – wieś w USA, hrabstwo Clermont w stanie Ohio nad rzeką Ohio (rzeka). Miejscowość została opisana pierwszy raz w 1833 roku jako mająca dwadzieścia domów i dwa sklepy.
W roku 2010, 14,3% mieszkańców było w wieku poniżej 18 lat, 4,7% było w wieku od 18 do 24 lat, 22,2% było od 25 do 44 lat, 36,5% było od 45 do 64 lat, a 22,2% było w wieku 65 lat lub starszych. We wsi było 41,3% mężczyzn i 58,7% kobiety.
Liczba mieszkańców w 2010 roku wynosiła 63, a w 2012 wynosiła 63.
Wioska jest najbardziej znana jako miejsce dawnego zamku wzdłuż rzeki Ohio, po którym pozostał obecnie park (160.000 m²) nad brzegiem rzeki. Zamek został zastąpiony w 1960 roku przez tamę Captain Anthony Meldahl Locks and Dam.